# Wyszczykusy
Wyszczykusy (ukr. Веселка) – wieś na Ukrainie w rejonie lubarskim obwodu żytomierskiego.

## Opis
Pod koniec XIX w. Wyszczykusy były wsią w gminie Krasnosiółka (powiat żytomierski). Parafia prawosławna znajdowała się w odległej o ok. 3 km wsi Bratałów Wielki; parafia katolicka była w Lubarze. Wieś miała: 49 domów i 380 mieszkańców, cerkiew filialną z drewna pw. św. Archanioła Michała wzniesioną około 1805 r. i uposażoną 38 dziesięcinami ziemi oraz kaplicę na cmentarzu i kaplicę katolicką. Dawniej wieś była własnością Budzyńskich, Lasockich, a pod koniec XIX w. Steckich. Wieś była wspominana w akcie z 15 października 1585 r. jako własność Zuzanny Seredi (1566-96), żony ks. Janusz Ostrogskiego, wojewody wołyńskiego.